# Ravensthorpe (West Yorkshire)
Ravensthorpe – osada w Anglii, w West Yorkshire, w dystrykcie Kirklees. Leży 10,6 km od miasta Wakefield, 15,4 km od miasta Leeds i 263,4 km od Londynu. W 1921 roku civil parish liczyła 6719  mieszkańców. Ravensthorpe jest wspomniana w Domesday Book (1086) jako Ravenestorp/Ravenetorp.